# 中央区立阪本小学校
中央区立阪本小学校（ちゅうおうくりつ さかもとしょうがっこう）は、東京都中央区日本橋兜町にある公立小学校。
明治初期に開校しており一番校となっているが、開校日については区内の久松小学校・常盤小学校と比べると数ヶ月差ではあるが遅い開校となる。

## 沿革
- 1873年（明治6年） 5月 - 第一大学区第一中学区第一番官立小学阪本学校と称して、坂本町二十八番地（現校地の一部）に創設し、開校式を挙げる[1]。
- 1880年（明治13年）9月 - 教育令発布され、学区が廃止。校名が公立阪本小学校、公立阪本女子小学校となる[1]。
- 1886年（明治19年）11月 - 校名が日本橋区阪本尋常高等小学校、日本橋区阪本女子尋常高等小学校となる[1]。
- 1889年（明治22年）
  - 2月 - 学年の始期を4月に、終期を3月に改める[1]。
  - 7月 - 男校舎を取り除き女校舎に合併[1]。
  - 10月23日 - 新築校舎落成、開校式挙行。新校舎は木造総2階[1]。
- 1923年（大正12年）9月1日 - 関東大震災により校舎が全焼[1]。
- 1928年（昭和3年）3月15日 - 三階建ての鉄筋コンクリート製校舎が落成[1]。
- 1944年（昭和19年）8月 - 学童集団疎開促進要綱が閣議決定され、縁故先のない者の学童集団疎開が実施された。北足立郡の寺院（片柳村万年寺〈100人〉、平方町馬蹄寺〈60人〉、指扇村清河寺〈40人〉、馬宮村高城寺〈50人〉、植水村林光寺〈50人〉）が疎開先として本校の学童を受け入れた[2]。
- 1967年（昭和42年）2月 - 新体育館落成。
- 1999年（平成11年）2月20日 - 開校125周年記念式典を挙行。125周年イメージソング『さかもとパワーで1・2・5（ワン・ツー・ゴー）』を作詞、作曲。
- 2017年（平成29年）9月 - 校舎改築のため隣接する坂本町公園の仮設校舎（城東小学校と共用）に移転。
- 2020年（令和2年）
  - 8月 - 新校舎竣工。
  - 11月 - 新校舎落成式挙行。
- 2023年（令和5年）1月 - 全教科 研究奨励校となる[3]。

小学校の児童数と教員数
| 年度     | 児童総数 | 1年生 | 2年生 | 3年生 | 4年生 | 5年生 | 6年生 | 教員数 | 職員数 |
| -------- | -------- | ----- | ----- | ----- | ----- | ----- | ----- | ------ | ------ |
| 令和元年 | 164人    | 29人  | 26人  | 29人  | 26人  | 27人  | 27人  | 17人   | 1人    |
| 令和2年  | 165人    | 28人  | 29人  | 25人  | 30人  | 26人  | 27人  | 17人   | 1人    |
| 令和3年  | 168人    | 32人  | 28人  | 28人  | 24人  | 31人  | 25人  | 20人   | 2人    |
| 令和4年  | 194人    | 54人  | 32人  | 28人  | 27人  | 24人  | 29人  | 18人   | 3人    |
| 令和5年  | 202人    | 44人  | 46人  | 32人  | 28人  | 27人  | 25人  | 20人   | 3人    |
| 令和6年  | 222人    | 48人  | 44人  | 46人  | 30人  | 27人  | 27人  |        |        |

## 邦楽
阪本小学校は邦楽に力をいれており、3年生から琴、4年から篠笛、5年から三味線や鼓などを習い、4年生から大会に出ていた。
江戸川地区大会最優秀賞・東日本大会優秀賞・全国学校合奏コンクール小学校の部最優秀賞・全国学校合奏コンクール関東甲信越大会小学校の部特別賞など、毎年連勝をかさねていた。

## 校舎
地上7階（塔屋含む）、地下1階（機械室など）で、認定こども園との合築になっている。1階は北側園庭を含め主にこども園にあてられているが、小学校施設としてはプールがある。小学校へはまず階段を上がって2階に昇降口が設けられ、この階には職員室、会議室、保健室などの管理諸室と図書室がある。3階と4階が一般教室と体育館、5階が特別教室と給食調理室、6階が屋上校庭となっている。

## 周辺
- 坂本町公園
- 警視庁中央警察署
- 東京消防庁日本橋消防署
- 東京メトロ茅場町駅
- 首都高都心環状線
  - 学校最寄出入口は、宝町ランプとなる。

## アクセス
- 東京メトロ東西線・日比谷線茅場町駅から徒歩3分。
  - なお、最寄出入口は「12番」となる。
- 都営地下鉄浅草線日本橋駅からもアクセス可能。
- 都営バス「東22」系統で、「兜町」バス停下車後、すぐ近く。
  - なお、都営バス「錦11」系統で、「茅場町（兜町）」バス停からも、アクセス可能。

## 主な出身者
- 谷崎潤一郎
- 谷崎精二
- 山中篤太郎
- 石井健吾（転校）